# William Barr
Pour les articles homonymes, voir William P. Barr, Barr et William Barr (historien).
William Barr est un ingénieur britannique qui fut conseiller étranger au Japon durant l'ère Meiji.
Invité par le ministère japonais des Travaux publics à venir enseigner le dessin technique à l'école impériale d'ingénieurs de Tokyo, son contrat débute le 4 août 1878 et se termine le 3 août 1881. Il succède à ce poste à Edmund F. Mundy mais son contrat est réduit durant sa période pour finir le 30 juin 1881. La politique du collège et du ministère sera, à partir de 1881, de nommer des Japonais aux postes importants. Ainsi, Sugi Koichirō devient professeur de dessin mécanique après ses études et après été l'assistant de Edmund Mundy, puis de William Barr, et ce-dernier quitte le Japon en juillet 1881.